# Sonnenblume
Sonnenblume, op. 459, är en polkamazurka av Johann Strauss den yngre. Ort och datum för första framförandet är okänt.

## Historia
I maj 1893 påbörjade Johann Strauss arbetet med en ny operett. Hans vän Max Kalbeck (1850-1921) hade skrivit librettot tillsammans med Gustav Davis (1856-1951) efter pjäsen Joschko och förhoppningen var att musiken skulle vara färdig före årets slut. På grund av Strauss sjukdomar försenades verket (omdöpt till Jabuka (Das Apfelfest)) och operetten hade premiär på Theater an der Wien den 12 oktober 1894. Verket blev en succé men kritikerna ansåg att texten inte gav kompositören möjligheter att utnyttja sin fulla kapacitet.  
Enligt kontraktet Strauss hade med sin förläggare Gustav Lewy skulle Strauss arrangera en orkestervals (Ich bin dir gut! op. 455) på teman från operetten. Efter att ha tittat igenom partituret till Jabuka meddelade Strauss sin förläggare sommaren 1894 att det fanns tillräckligt med musikmaterial till att åstadkomma "2 utmärkta schnellpolkor, en polka-française av hög standard och en extremt effektiv kadrilj. Kanske kan jag till och med leverera en polkamazurka". Han begärde 300 gulden för varje stycke, samma pris han hade begärt av sina förra förläggare C.A. Spina och Fritz Crantz, och tillade att han behövde två månader för att arrangera och orkestrera de fyra styckena. Lewy nekade att betala ut ytterligare pengar trots att Strauss försäkrade att "materialet kan inbringa mycket pengar. Jag anser att utdragen är mer lukrativa än de från Zigenarbaronen". Strauss vägrade godta Lewys beslut: "För övrigt kan jag inte tillåta att ett dansnummer instrumenterat av någon annan kan publiceras under mitt namn... Varje dansnummer kan endast presenteras för publiken om arrangörens namn återges på titelsidan" (Brev, 2 september 1894).
Lewy utsåg dirigenten och kompositören Louis Roth (1843-1929) att arrangera de andra styckena från Jabuka och dessa kontrollerades och rättades av Strauss själv innan de publicerades som klaverutdrag endast. Utifrån Strauss ursprungliga förslag om två schnellpolkor, en polka-française och en kadrilj blev det i slutändan en schnellpolka, en polka-française, en polkamazurka, en kadrilj och en marsch. Polkamazurkan Sonnenblume har lånat titeln från duetten (Nr 10) i akt II mellan Anitta och Vasil von Gradinaz: "Da sah er, wie im Thale die Sonnenblume stand", även om den medföljande musiken inte återfinns i polkamazurkan. Melodierna till Sonnenblume återfinns i förspelet till akt III och den nästföljande kvartetten (Nr 17) "Siehe die Sonne verglüh'n".
Nutida inspelningar av polkan har arrangerats av professor Gustav Fischer och dirigenten Christian Pollack.

## Om polkan
Speltiden är ca 5 minuter och 42 sekunder plus minus några sekunder beroende på dirigentens musikaliska tolkning.
Polkan var ett av sex verk där Strauss återanvände musik från operetten Jabuka:
- Ich bin dir gut!, Vals, Opus 455
- Živio!, Marsch, Opus 456
- Das Comitat geht in die Höh!, Schnellpolka, Opus 457
- Tanze mit dem Besenstiel, Polka-française, Opus 458
- Sonnenblume, Polkamazurka, Opus 459
- Jabuka-Quadrille, Kadrilj, Opus 460

## Weblänkar
- Sonnenblume i Naxos-utgåvan.